# 松下Lumix DC-S9
松下Lumix DC-S9是松下于2024年5月22日发布的全画幅无反光镜可换镜头相机，使用徕卡L卡口。

## 技术规格
- 2420万像素全画幅CMOS传感器，支持相位对焦
- 9600万像素高分辨率模式
- 5轴机身防抖，搭配光学防抖镜头最高支持6.5档防抖
- 没有机械快门、热靴和电子取景器
- 配备独立的LUT按键，最多可存储39个LUT文件，可使用Lumix Lab App对LUT进行管理和编辑。
- 最高每秒9张连拍
- 视频录制规格与S5II相同，1080p视频录制最长限制20分钟，4K为15分钟，6K为20分钟[2]
- 14+档V-Log
- 3.0英寸184万像素TFT LCD触摸屏
- 支持蓝牙和Wi-Fi无线连接
- 机身提供5种配色，防尘防溅设计

## 图集

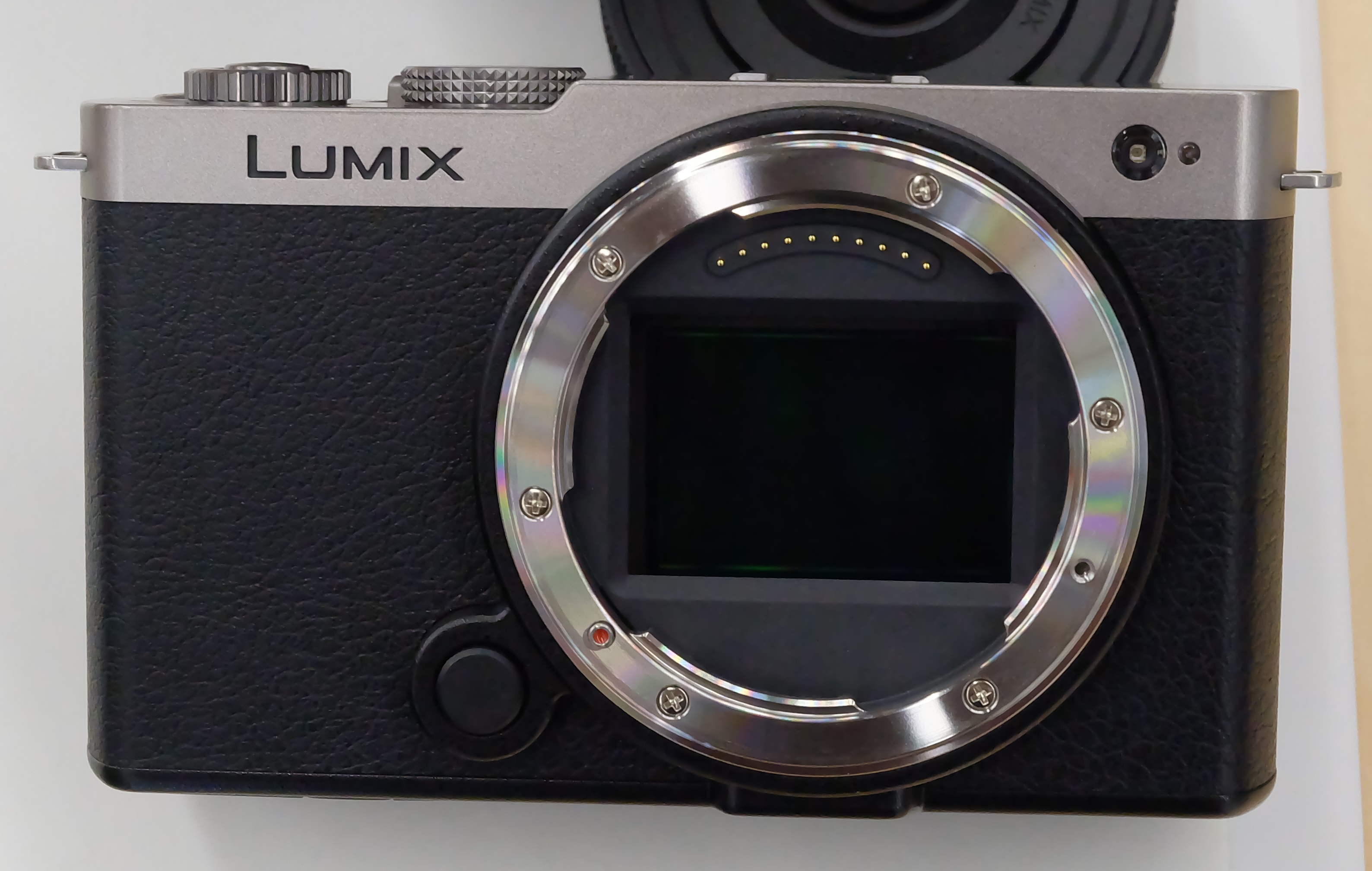
S9机身
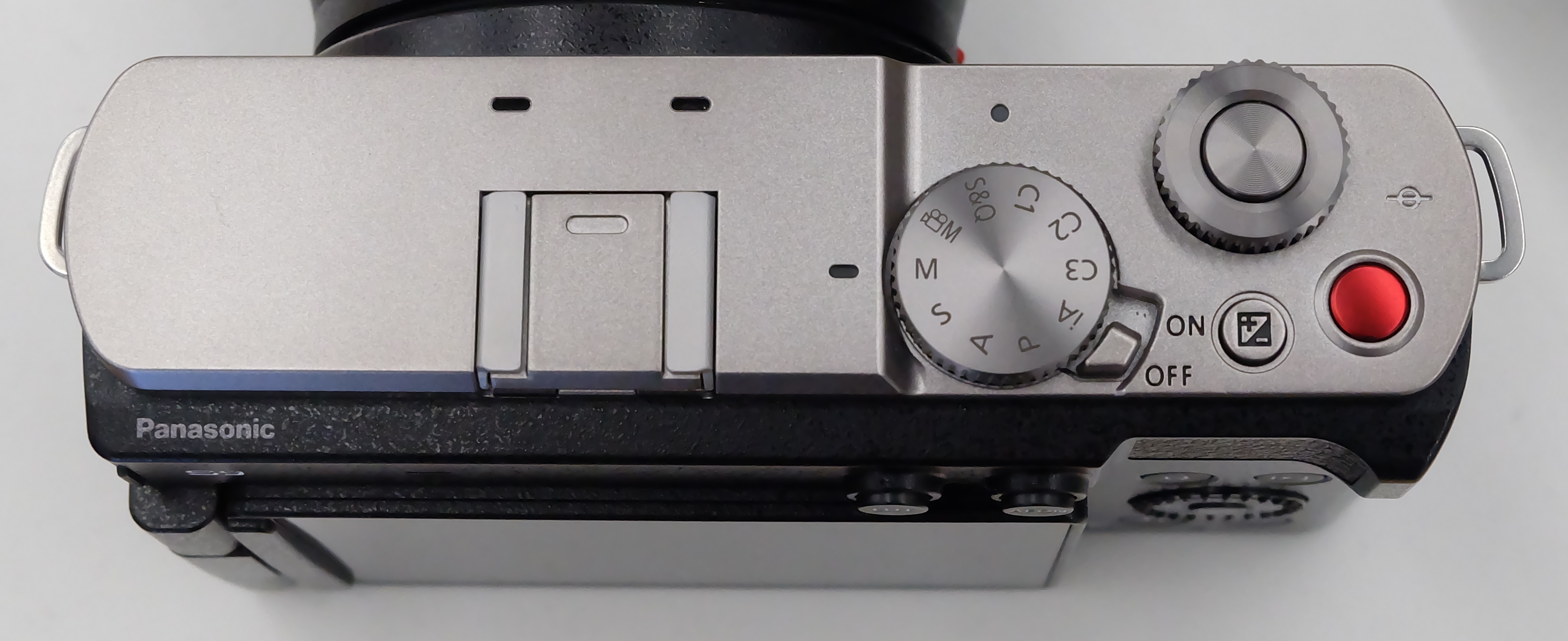
S9机顶
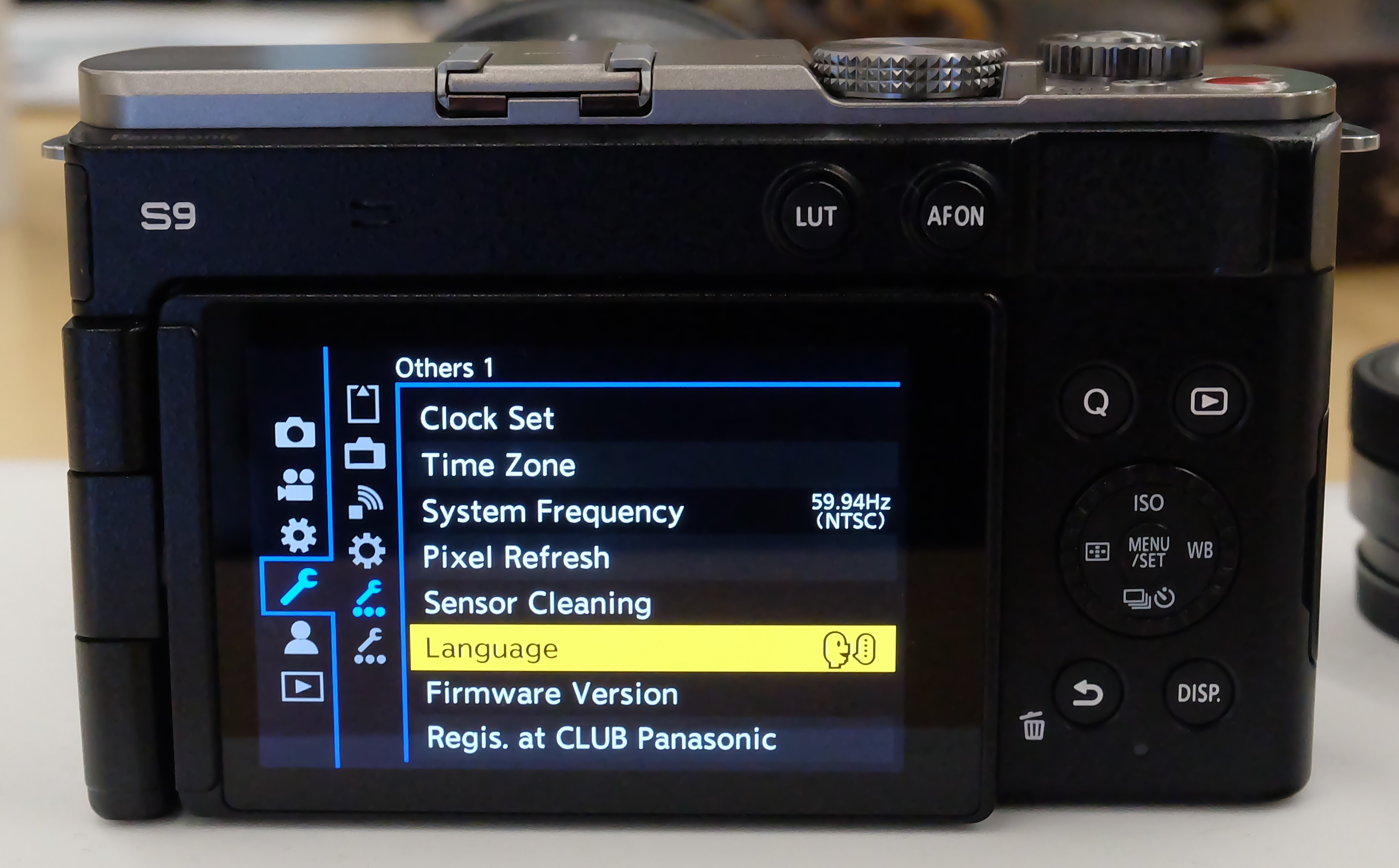
S9背面